# Осминоя
Осминоя — река в Мурманской области России. Протекает по территории Кандалакшского района. Левый приток реки Куолайоки.
Длина реки составляет 11 км. Площадь бассейна — 41,6 км².
Берёт начало в болотистой местности на востоке Кандалакшского района. Протекает по лесной болотистой местности в юго-западном направлении. Проходит через урочища Осминапа и Васаянка. Впадает в Куолайоки близ села Куолаярви в 4 км выше по течению. Населённых пунктов на реке нет.

## Данные водного реестра
По данным государственного водного реестра России относится к Баренцево-Беломорскому бассейновому округу, водохозяйственный участок реки — Тенниёйоки. Речной бассейн реки — бассейны рек Кольского полуострова и Карелии.
Код объекта в государственном водном реестре — 02020020012102000007919.